# Энергетика Ямало-Ненецкого автономного округа
Энергетика Ямало-Ненецкого автономного округа (ЯНАО) — сектор экономики региона, обеспечивающий производство, транспортировку и сбыт электрической и тепловой энергии. Особенностью энергетики региона является наличие большого количества электростанций, не присоединённых к единой энергосистеме России, и обеспечивающих энергоснабжение отдельных предприятий по добыче нефти и газа, а также изолированных населённых пунктов. По состоянию на начало 2020 года, на территории ЯНАО эксплуатировались 93 тепловые электростанции общей мощностью 2357 МВт, из них 12 электростанций общей мощностью 1032,7 МВт подключены к единой энергосистеме России. В 2019 году подключённые к ЕЭС России электростанции произвели 5663,5 млн кВт·ч электроэнергии.

## История
Развитие электроэнергетики в Ямало-Ненецком АО началось с середины 1970-х годов, после открытия и начала разработки крупных месторождений природного газа, хотя небольшие электростанции для энергоснабжения населённых пунктов эксплуатировались и ранее. Изначально это были мобильные дизельные и газотурбинные электростанции. Так, в 1974 году начала работу передвижная электростанция в п. Харп, в 1978 году — в г. Лабытнанги, в 1980 году — в п. Пангоды. В 1980 и 1986 году в г. Надым были введены в эксплуатацию две плавучие газотурбинные электростанции «Северное сияние», также в 1986 году заработала передвижная электростанция «Уренгой».
В 1984 году начинается строительство Уренгойской ГРЭС. По первоначальному проекту планировалось создание блочной паротурбинной электростанции мощностью 2500 МВт. Вследствие сложных условий и проблем с финансированием строительство станции затянулось — в 1987 году были введены в эксплуатацию водогрейные котлы, а в 1990—1991 году — пуско-резервная ТЭЦ мощностью 24 МВт. В 1994 году строительство станции было остановлено и возобновлено только в 2007 году по новому проекту, предусматривающему возведение парогазового энергоблока, пуск которого состоялся в 2012 году.
В 2007 году было начато строительство Ноябрьской парогазовой электростанции, введённой в эксплуатацию в 2010 году. Также с начала 2000-х годов было построено большое количество относительно небольших дизельных, газотурбинных и газопоршневых электростанций, обеспечивающих энергоснабжение предприятий по добыче, транспортировке и переработке и природного газа и нефти. Крупнейшими среди них являются электростанция собственных нужд проекта «Ямал СПГ» (мощность 376 МВт, крупнейшая газотурбинная электростанция России), пущенная в 2015 году, и Новоуренгойская ГТЭС (мощность 120 МВт), введённая в эксплуатацию в 2017 году и предназначенная для энергоснабжения строящегося газохимического комплекса.
В 2013 году была введена в эксплуатацию ветроэнергетическая установка мощностью 250 кВт в п. Лабытнанги, ставшая первым объектом возобновляемой энергетики региона. В 2016 году ООО «РН-Пурнефтегаз» ввело в эксплуатацию гибридную электростанцию мощностью 40 кВт, состоящую из двух ветроэнергетических установок, солнечных панелей и дизельной электростанции. В 2017 году к испытаниям на территории региона гибридной электростанции мощностью 47,5 кВт в составе ветроустановок, солнечных панелей и аккумуляторов приступило ПАО «Газпром нефть».
В 2018 году район г. Салехард был присоединён к единой энергосистеме России.

## Генерация электроэнергии
По состоянию на начало 2020 года, на территории ЯНАО эксплуатировались 93 электростанции общей мощностью 2357 МВт, из них 12 электростанций общей мощностью 1033 МВт подключены к единой энергосистеме России. В регионе эксплуатируется 4 крупные (мощностью более 100 МВт) электростанции — Уренгойская ГРЭС, Ноябрьская ПГЭ, Новоуренгойская ГТЭС и ТЭС Ямал СПГ, а также 89 электростанций меньшей мощности, большинство из которых не подключены к единой энергосистеме России и обеспечивают энергоснабжение отдельных нефте- и газодобывающих предприятий, а также населённых пунктов. В выработке электроэнергии среди электростанций, подключённых к ЕЭС России, резко доминирует Уренгойская ГРЭС, обеспечивающая около двух третей производства электроэнергии.

### Уренгойская ГРЭС
Расположена в г. Новый Уренгой, один из источников теплоснабжения города. Крупнейшая по мощности электростанция региона. По конструкции представляет собой электростанцию смешанной конструкции, включающую в себя паротурбинную пуско-резервную ТЭЦ мощностью 24 МВт и конденсационный парогазовый энергоблок. В качестве топлива использует природный газ. Турбоагрегаты станции введены в эксплуатацию в 1990—2012 годах. Установленная электрическая мощность станции — 529,7 МВт, тепловая мощность — 310 Гкал/час. Выработка электроэнергии в 2019 году — 4037,7 млн кВт·ч. Оборудование станции включает в себя два турбоагрегата мощностью по 12 МВт, два котлоагрегата и два водогрейных котла на пуско-резервной ТЭЦ, а также парогазовый энергоблок в составе двух газотурбинных установок мощностью 170,1 МВт и 171,5 МВт, двух котлов-утилизаторов и паротурбинного турбоагрегата мощностью 164,1 МВт. Принадлежит АО «Интер РАО — Электрогенерация».

### Ноябрьская ПГЭ
Расположена в г. Ноябрьске, один из основных источников теплоснабжения города. Парогазовая теплоэлектроцентраль (ПГУ-ТЭЦ), в качестве топлива использует природный газ. Введена в эксплуатацию в 2010 году. Установленная электрическая мощность станции — 119,6 МВт, тепловая мощность — 95 Гкал/час. Выработка электроэнергии в 2019 году — 965,6 млн кВт·ч. Оборудование станции включает в себя два однотипных парогазовых энергоблока, каждый из которых включает в себя газотурбинную установку (мощностью 40,6 МВт и 41,1 МВт), котёл-утилизатор и паротурбинный турбоагрегат мощностью 18,9 МВт. Принадлежит ООО «Ноябрьская парогазовая электростанция».

### Новоуренгойская ГТЭС
Расположена в Пуровском районе, основная задача станции — обеспечение энергоснабжения строящегося Новоуренгойского газохимического комплекса. Парогазовая теплоэлектроцентраль (ПГУ-ТЭЦ), в качестве топлива должна использовать метановую фракцию производства этилена, резервное топливо — природный газ. Введена в эксплуатацию в 2017 году. Установленная электрическая мощность станции — 120 МВт, тепловая мощность — 42,2 Гкал/ч. В 20198 году не эксплуатировалась (вырабатывала электроэнергию в 2016—2017 годах в ходе пусконаладочных работ), планируется консервация станции в связи с переносом срока ввода в эксплуатацию газохимического комплекса. Оборудование станции включает в себя парогазовый энергоблок в составе двух газотурбинных установок мощностью по 40 МВт, два котла-утилизатора и паротурбинный турбоагрегат мощностью 40 МВт. Принадлежит ООО «Газпром НГХК».

### ТЭС Ямал СПГ
Расположена в районе вахтового посёлка Сабетта Ямальского района. Не подключена к единой энергосистеме, обеспечивает энергоснабжение предприятий проекта Ямал СПГ (завод по производству сжиженного природного газа, порт Сабетта). Вторая по мощности электростанция региона, крупнейшая газотурбинная электростанция России. Газотурбинная электростанция с установками утилизации тепла (ГТУ-ТЭЦ). В качестве топлива использует природный газ. Турбоагрегаты станции введены в эксплуатацию в 2015—2017 годах. Установленная электрическая мощность станции — 376 МВт, тепловая мощность — 138 Гкал/час. Оборудование станции включает в себя 8 турбоагрегата мощностью по 47 МВт и четыре установки по утилизации тепла. Принадлежит ОАО «Ямал СПГ».

### Электростанции малой мощности
На территории Ямало-Ненецкого АО эксплуатируется 9 электростанций единичной мощностью менее 100 МВт, подключённых к единой энергосистеме России. Большинство из них обеспечивают энергоснабжение предприятий по добыче нефти и газа.
| № | Название                 | Установленная мощность, МВт | Собственник                     | Тип станции   | Количество и мощность агрегатов | Годы ввода агрегатов |
| - | ------------------------ | --------------------------- | ------------------------------- | ------------- | ------------------------------- | -------------------- |
| 1 | ПЭС «Уренгой»            | 72                          | ПАО «Передвижная энергетика»    | газотурбинная | 6 × 12                          | 1986-2001            |
| 2 | Ямбургская ГТЭС          | 72                          | ООО «Газпром добыча Ямбург»     | газотурбинная | 6 × 12                          | 1992-2001            |
| 3 | ГТЭС Обдорск             | 39,4                        | АО «Салехардэнерго»             | газотурбинная | 2 × 12, 1 × 15,4                | 2001-2004            |
| 4 | ПЭС «Надым»              | 24                          | ООО «Северная ПЛЭС»             | газотурбинная | 2 × 12                          | 2001                 |
| 5 | ГТЭС Песцовая            | 15                          | ООО «Газпром добыча Уренгой»    | газотурбинная | 6 × 2,5                         | 2006                 |
| 6 | ТЭС Салехард             | 14                          | АО «Салехардэнерго»             | газопоршневая | 8 × 1,75                        | 2009                 |
| 7 | Харвутинская ГТЭС        | 10                          | ООО «Газпром добыча Ямбург»     | газотурбинная | 4 × 2,5                         | 2007                 |
| 8 | ГПЭС Вынгапуровского ГПЗ | 9                           | АО «Сибур-ТюменьГаз»            | газопоршневая | 5 × 1,8                         | 2013-2016            |
| 9 | ГТЭС Юрхаровского НГКМ   | 8                           | ООО «НОВАТЭК - Юрхаровнефтегаз» | газотурбинная | 2 × 2,5, 2 × 1,5                | 2003-2014            |

### Электростанции промышленных предприятий зоны децентрализованного энергоснабжения
Спецификой электроэнергетики Ямало-Ненецкого АО является наличие большого количества (более 30) газотурбинных, газопоршневых и дизельных электростанций единичной мощностью менее 100 МВт, не подключённых к единой энергосистеме и обеспечивающих энергоснабжение отдельных промышленных предприятий, занимающихся добычей нефти и газа. Общая мощность таких электростанций по состоянию на начало 2020 года составляла 746,9 МВт.
Перечень и основные характеристики электростанций промышленных предприятий:
| №  | Название                               | Установленная мощность, МВт | Собственник                         | Тип станции              | Количество и мощность агрегатов | Годы ввода агрегатов |
| -- | -------------------------------------- | --------------------------- | ----------------------------------- | ------------------------ | ------------------------------- | -------------------- |
| 1  | ГТЭС Новый порт                        | 96                          | ООО «Газпромнефть-Ямал»             | газотурбинная            | 6 × 16                          | 2017, 2018           |
| 2  | ЭСН УГ Тарасовского месторождения      | 52,4                        | ООО «РН-Пурнефтегаз»                | газопоршневая            | 6 × 8,73                        | 2009                 |
| 3  | ГТЭС-48                                | 48                          | ООО «Газпром добыча Ямбург»         | газотурбинная            | 4 × 12                          | 2018                 |
| 4  | ГТЭС-36                                | 36                          | ООО «ЛУКОЙЛ-Западная Сибирь»        | газотурбинная            | 6 × 6                           | 2009, 2016           |
| 5  | ЭС Ямбургского ЛПУ                     | 36,5                        | ООО «Газпром трансгаз Югорск»       | газотурбинные, дизельные | 34 агрегата                     | 1986-2016            |
| 6  | ЭСН-3 Бованенковского НГКМ             | 36                          | ООО «Газпром добыча Надым»          | газотурбинная            | 6 × 6                           | 2010                 |
| 7  | ЭСН-1 Бованенковского НГКМ             | 25                          | ООО «Газпром добыча Надым»          | газотурбинная            | 10 × 2,5                        | 2008-2016            |
| 8  | ЭСН-2 Бованенковского НГКМ             | 24                          | ООО «Газпром добыча Надым»          | газотурбинная            | 2 × 12                          | 2016                 |
| 9  | ГТЭС-24                                | 24                          | ООО «Газпром добыча Ямбург»         | газотурбинная            | 4 × 6                           | 2002, 2003           |
| 10 | ЭС Приозёрного ЛПУ МГ                  | 23,3                        | ООО «Газпром трансгаз Югорск»       | газотурбинные, дизельные | 17 агрегатов                    | 1983-2016            |
| 11 | ГТЭС-22,5                              | 22,5                        | ООО «Газпром добыча Ямбург»         | газотурбинная            | 9 × 2,5                         | 2002, 2005           |
| 12 | ЭС Правохеттинского ЛПУ                | 22,4                        | ООО «Газпром трансгаз Югорск»       | газотурбинные, дизельные | 16 агрегатов                    | 1983-2016            |
| 13 | ЭСН КС «Пуртазовская»                  | 22                          | ООО «Газпром трансгаз Сургут»       | дизельная                | 4 × 5,5                         | 2003                 |
| 14 | ЭС Ныдинского ЛПУ МГ                   | 21,8                        | ООО «Газпром трансгаз Югорск»       | газотурбинные, дизельные | 15 агрегатов                    | 1986-2016            |
| 15 | ЭС Надымского ЛПУ МГ                   | 18,5                        | ООО «Газпром трансгаз Югорск»       | газотурбинные, дизельные | 12 агрегатов                    | 1976-2011            |
| 16 | ГПЭС Чатылкинского месторождения       | 18,1                        | ООО «Газпромнефть-Ноябрьскнефтегаз» | газопоршневые, дизельные | 6 × 1, 10 × 0,9, 1 × 1,03       | 2008                 |
| 17 | ЭС Ягельного ЛПУ МГ                    | 18,1                        | ООО «Газпром трансгаз Югорск»       | газотурбинные, дизельные | 14 агрегатов                    | 1984-1999            |
| 18 | ЭС Пангодинского ЛПУ МГ                | 15,4                        | ООО «Газпром трансгаз Югорск»       | газотурбинные, дизельные | 13 агрегатов                    | 1983-2014            |
| 19 | ЭС Ямсовейского НГКМ                   | 15                          | ООО «Газпром добыча Надым»          | газотурбинная            | 6 × 2,5                         | 1996, 2003           |
| 20 | ЭС Юбилейного НГКМ                     | 15                          | ООО «Газпром добыча Надым»          | газотурбинная            | 6 × 2,5                         | 2000, 2004           |
| 21 | ЭС Нефтяная                            | 14,9                        | ООО «Газпромнефть-Ямал»             | дизельная                | 9 × 1,65                        | 2016                 |
| 22 | ЭС Новоуренгойского ЛПУ МГ             | 14,8                        | ООО «Газпром трансгаз Югорск»       | газотурбинные, дизельные | 13 агрегатов                    | 1983-2015            |
| 23 | ЭС Лонг-Юганского ЛПУ                  | 14,2                        | ООО «Газпром трансгаз Югорск»       | газотурбинные, дизельные | 11 агрегатов                    | 1986-2013            |
| 24 | ГТЭС-14                                | 14                          | ООО «ЛУКОЙЛ-Западная Сибирь»        | газотурбинная            | 2 × 4, 1 × 6                    | 2001, 2007           |
| 25 | ГПЭС                                   | 12,3                        | ООО «Газпромнефть-Ямал»             | газопоршневая            | 8 × 1,54                        | 2013                 |
| 26 | ГПЭС Холмистого месторождения          | 11,3                        | ООО «Газпромнефть-Ноябрьскнефтегаз» | газопоршневые, дизельные | 4 × 1, 7 × 0,9, 1 × 1,03        | 2008                 |
| 27 | ЭСН ГКС                                | 10,5                        | ООО «ЛУКОЙЛ-Западная Сибирь»        | газопоршневая            | 6 × 1,75                        | 2013                 |
| 28 | ЭС Пуровской ГКС                       | 10                          | ООО «Газпром трансгаз Югорск»       | газотурбинные, дизельные | 6 агрегатов                     | 1985-2009            |
| 29 | ЭСН-4 Харасавэйского ГКМ               | 10                          | ООО «Газпром добыча Надым»          | газотурбинная            | 4 × 2,5                         | 2008                 |
| 30 | ГПЭС-1 Средне-Хулымского месторождения | 7,5                         | АО «РИТЭК»                          | газопоршневая            | 5 × 1,5                         | 2005, 2006           |
| 31 | ГПЭС-2 Средне-Хулымского месторождения | 7,5                         | АО «РИТЭК»                          | газопоршневая            | 5 × 1,5                         | 2007                 |
| 32 | ЭС Таркосаленефтегаз                   | 7,2                         | ООО «Новатэк-Таркосаленефтегаз»     | газотурбинная            | 4 × 1,8                         | 2010                 |
| 33 | ГПГУ Тюменьнефтегаз                    | 6,5                         | АО «Тюменьнефтегаз»                 | газопоршневая            | 4 × 1,1, 2 × 1,03               | 2017, 2018           |
| 34 | ЭС Хасырейской п/п                     | 6,5                         | ООО «Газпром трансгаз Югорск»       | газотурбинные, дизельные | 4 агрегата                      | 1984-2010            |
| 35 | ЭСН УКПГ                               | 5,4                         | ООО «ЛУКОЙЛ-Западная Сибирь»        | газопоршневая            | 4 × 1,35                        | 2005                 |
| 36 | ГПЭС Сандибинского месторождения       | 4,5                         | АО «РИТЭК»                          | газопоршневая            | 3 × 1,5                         | 2014                 |

### Электростанции населённых пунктов зоны децентрализованного энергоснабжения
В Ямало-Ненецком АО эксплуатируется 43 небольшие дизельных, газотурбинных и газопоршневых электростанций общей мощностью 201 МВт, не подключённых к единой энергосистеме и обеспечивающих энергоснабжение изолированных населённых пунктов и предприятий. Также в зоне децентрализованного энергоснабжения работает крупнейший объект возобновляемой энергетики региона — ВЭС Лабытнанги.
Перечень и основные характеристики наиболее крупных электростанций крупнейших населённых пунктов:
| №  | Название            | Установленная мощность, МВт | Собственник                                  | Тип станции              | Количество и мощность агрегатов   | Годы ввода агрегатов |
| -- | ------------------- | --------------------------- | -------------------------------------------- | ------------------------ | --------------------------------- | -------------------- |
| 1  | ПЭС «Лабытнанги»    | 66                          | ПАО «Передвижная энергетика»                 | газотурбинная            | 4 × 12, 2 × 4, 4 × 2,5            | 1974-2014            |
| 2  | ЭС п. Харп          | 13,1                        | АО «Ямалкоммунэнерго», ОАО «Хара-Энерго-Газ» | дизельная, газопоршневая | 2 × 3,05, 2 × 2,43, 2 ×1, 1 × 0,2 | 2010                 |
| 3  | ЭС п. Тазовский     | 12                          | ООО «Фотон»                                  | газопоршневая            | 8 × 1,5                           | 2016                 |
| 4  | ЭС с. Яр-Сале       | 11,5                        | АО «Ямалкоммунэнерго»                        | дизельная                | 2 × 1,9, 7 × 1,1                  | 2016                 |
| 5  | ЭС с. Аксарка       | 10,6                        | АО «Ямалкоммунэнерго», ООО “Геолог-Инвест”   | дизельная, газопоршневая | 6 × 1,5, 2 × 0,8                  | 2017                 |
| 6  | ЭС с. Мужи          | 9,6                         | АО «Ямалкоммунэнерго»                        | дизельная                | 6 × 1,6                           | 2014                 |
| 7  | ЭС с. Белоярск      | 7,72                        | АО «Ямалкоммунэнерго»                        | дизельная                | 6 агрегатов                       | 1995, 2018           |
| 8  | ЭС с. Красноселькуп | 6,4                         | ООО Энергетическая компания «ТВЭС»           | дизельная                | 8 × 0,8                           | 1978-2000            |
| 9  | ЭС с. Сёяха         | 6                           | АО «Ямалкоммунэнерго»                        | дизельная                | 2 × 2, 2 × 1                      | 2014                 |
| 10 | ЭС с. Мыс Каменный  | 5,5                         | АО «Ямалкоммунэнерго»                        | газопоршневая            | 3 × 1,5, 2 × 0,5                  | 2016-2018            |
| 11 | ЭС с. Газ-Сале      | 5,11                        | АО «Ямалкоммунэнерго»                        | газопоршневая            | 1 × 2, 2 × 1,5                    | 2017                 |
| 12 | ВЭС «Лабытнанги»    | 0,25                        | ПАО «Передвижная энергетика»                 | ветровая                 | 1 × 0,25                          | 2013                 |

## Потребление электроэнергии
Потребление электроэнергии в энергосистеме ЯНАО (без учёта зоны децентрализованного энергоснабжения, не подключённой к ЕЭС России) в 2019 году составило 9935,9 млн кВт·ч, максимум нагрузки — 1385 МВт. Также значительные объёмы электроэнергии потребляются предприятиями, работающими в зоне децентрализованного энергоснабжения (только дочерними предприятиями ПАО «Газпром» около 6 млрд кВт·ч в год). Таким образом, Ямало-Ненецкий АО является энергодефицитным регионом как по электроэнергии, так и по мощности, дефицит компенсируется за счёт перетока из смежной энергосистемы Ханты-Мансийского АО. В структуре энергопотребления резко преобладает добыча полезных ископаемых ([нефти и газа) — более 90 %. Крупнейшие потребители электроэнергии по итогам 2019 года — дочерние предприятия ПАО «Газпром» (4882 млн кВт·ч), дочерние предприятия ПАО «Роснефть» (1184 млн кВт·ч), дочерние предприятия ПАО «Сибур Холдинг» (886 млн кВт·ч). Функции гарантирующего поставщика электроэнергии выполняет несколько организаций — ООО «Русэнергоресурс», АО «Энергосбытовая компания «Восток», ООО «РН-Энерго», АО «Газпром энергосбыт».

## Электросетевой комплекс
Энергосистема Ямало-Ненецкого АО входит в ЕЭС России, являясь частью Объединённой энергосистемы Урала, находится в операционной зоне филиала АО «СО ЕЭС» — «Региональное диспетчерское управление энергосистем Тюменской области, Ханты-Мансийского автономного округа-Югры и Ямало-Ненецкого автономного округа» (Тюменское РДУ). Энергосистема региона связана с энергосистемами Ханты-Мансийского АО по двум ВЛ 500 кВ, четырём ВЛ 220 кВ и одной ВЛ 110 кВ, и Красноярского края по двум ВЛ 220 кВ.
Общая протяженность линий электропередачи напряжением 110—500 кВ по состоянию на начало 2020 года составляет 12 130 км, в том числе линий электропередач напряжением 500 кВ (включая ВЛ 220 кВ в габаритах 500 кВ) — 993 км, 220 кВ — 4024 км, 110 кВ — 7113 км. Магистральные линии электропередачи напряжением 220—500 кВ эксплуатируются филиалом ПАО «ФСК ЕЭС» — «Магистральные электрические сети Западной Сибири», распределительные сети напряжением 110 кВ и ниже — АО «Россети Тюмень» (в основном), а также иными собственниками, главным образом нефтегазовыми компаниями.

## Теплоснабжение
Теплоснабжение на территории Ямало-Ненецкого АО осуществляют 235 энергоисточников (в основном, котельных) общей установленной тепловой мощностью 5293 Гкал/ч. В 2018 году они выработали 7760 тыс. Гкал тепловой энергии.